# Svederník
Svederník (Hongaars: Szedernye) is een Slowaakse gemeente in de regio Žilina, en maakt deel uit van het district Žilina.
Svederník telt 1.034 inwoners.